# The Manfreds
The Manfreds est un groupe pop britannique formé en 1991 avec des anciens membres des années 1960 du groupe Manfred Mann, mais sans leur fondateur éponyme le musicien Manfred Mann.

## Personnel
- Paul Jones - vocals, harmonica
- Mike Hugg - keyboards
- Tom McGuinness - guitar
- Rob Townsend - drums, percussion
- Marcus Cliffe - bass guitar
- Simon Currie - saxophone, flute

### Discographie
| Year | Album            | UK albums | US albums | Additional information             |
| ---- | ---------------- | --------- | --------- | ---------------------------------- |
| 1998 | 5-4-3-2-1        | -         | -         | Catalogue No. BMG CD 74321 566632. |
| 1999 | Live             | -         | -         | Catalogue No. MANFREDS CD001.      |
| 2000 | Maximum Manfreds | -         | -         | Catalogue No. MANFREDS CD002.      |
| 2003 | Uncovered        | -         | -         | Catalogue No. MANFREDS CD003.      |